# Диркрофт (Северна Каролина)
Диркрофт (енгл. Deercroft) насељено је место без административног статуса у америчкој савезној држави Северна Каролина.

## Демографија
По попису из 2010. године број становника је 411.
| Група             | 2000.    | 2010.       |
| Белци             | 0 (0,0%) | 362 (88,1%) |
| Афроамериканци    | 0 (0,0%) | 1 (0,2%)    |
| Азијати           | 0 (0,0%) | 11 (2,7%)   |
| Хиспаноамериканци | 0 (0,0%) | 19 (4,6%)   |
| Укупно            | 0        | 411         |